# Skamvrå

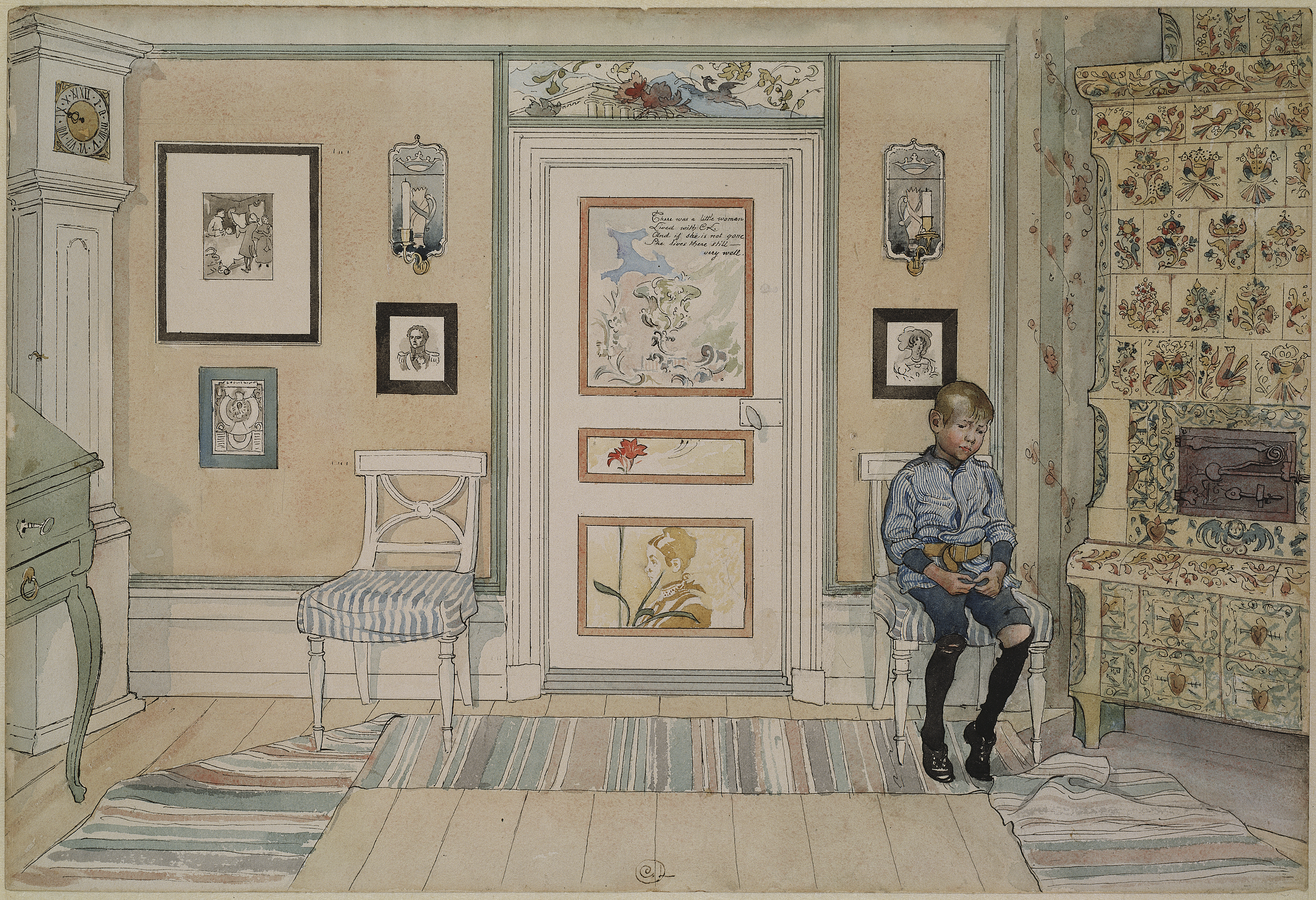
Skamvrån, målning av Carl Larsson

Skamvrå är en uppfostringsmetod där ett barn med oönskat beteende placeras i ett hörn under en tidsperiod. Metoden har varit spridd i både hem- och skolmiljö, men har åtminstone i Sverige blivit allt mindre vanlig allt medan 1900-talet gick. Vissa bedömare menar att skamvrå omfattas av det generella förbudet mot kränkande behandling av barn som infördes 1979 i Sverige. I den svenska skolan kan dock stökiga elever skickas ut i tamburen om de stör lärarens undervisning.

## Time-out
Begreppet "time-out" har lanserats av amerikanska pedagoger. Vid time-out placeras ett barn på en särskild plats under en kortare period och syftet är då att hindra att en konflikt eskalerar eller att avsluta aggressivt beteende. Det har blivit känt i Sverige bland annat genom de så kallade nanny-programmen på TV samt genom föräldrautbildningsprogram som till exempel Komet, Cope och De otroliga åren. Time-out ingår inte längre i föräldrastödsprogrammet Komet.
Syftet med "time-out" är enligt dess förespråkare annorlunda än för en skamvrå: time-out syftar till att dämpa en konflikt och ge såväl föräldrar som barn en andhämtningspaus, medan skamvrå är en traditionell bestraffningsform. Förespråkare av time-out hävdar att det kan genomföras på ett sådant sätt att barnet uppfattar det som en naturlig konsekvens av destruktivt beteende och inte som en bestraffning.
Psykologiprofessorn Carolyn Webster Stratton föreslår att ett tomt, tråkigt rum kan användas för ändamålet och barnets ålder i år som en tumregel för tidslängden i timmar. Enligt henne bör barnet ha varit tyst i minst två minuter innan det släpps därifrån.

### Kritik mot time-out
Barnläkaren Lars H. Gustafsson hävdar att det inte är någon skillnad mellan time-out och skamvrå samt att time-out är en metod som ger barn skamkänslor. Han kallar det "utfrysning, isolering och skambeläggning", jämför det med olaga frihetsberövande samt påpekar att det därmed strider mot både FN:s barnkonvention och föräldrabalkens kapitel 6 paragraf 1: "Barn har rätt till omvårdnad, trygghet och en god fostran. Barn skall behandlas med aktning för sin person och egenart och får inte utsättas för kroppslig bestraffning eller annan kränkande behandling." 
Regeringen som utarbetade propositionen till denna lag skall bland annat ha syftat på rumsarrest som ett exempel på vad "annan kränkande behandling" kunde bestå av. I propositionstexten stod bland annat följande: "Rumsarrest o.d. används ibland, främst i bestraffningssyfte. Åtgärden kan skapa ångest hos barnet och kan vara att beteckna som en otillåten kränkning av barnet, när den inte med hänsyn till omständigheterna rentav är att räknas som en kroppslig bestraffning eller annars faller under brottsbalkens bestämmelser." Rumsarrest och time-out är skilda fenomen, men kritiker ser alltså paralleller.